# Can Savalls (Calonge)
Can Savalls és una antiga casa forta de Calonge (Baix Empordà) protegida com a bé cultural d'interès local.

## Descripció

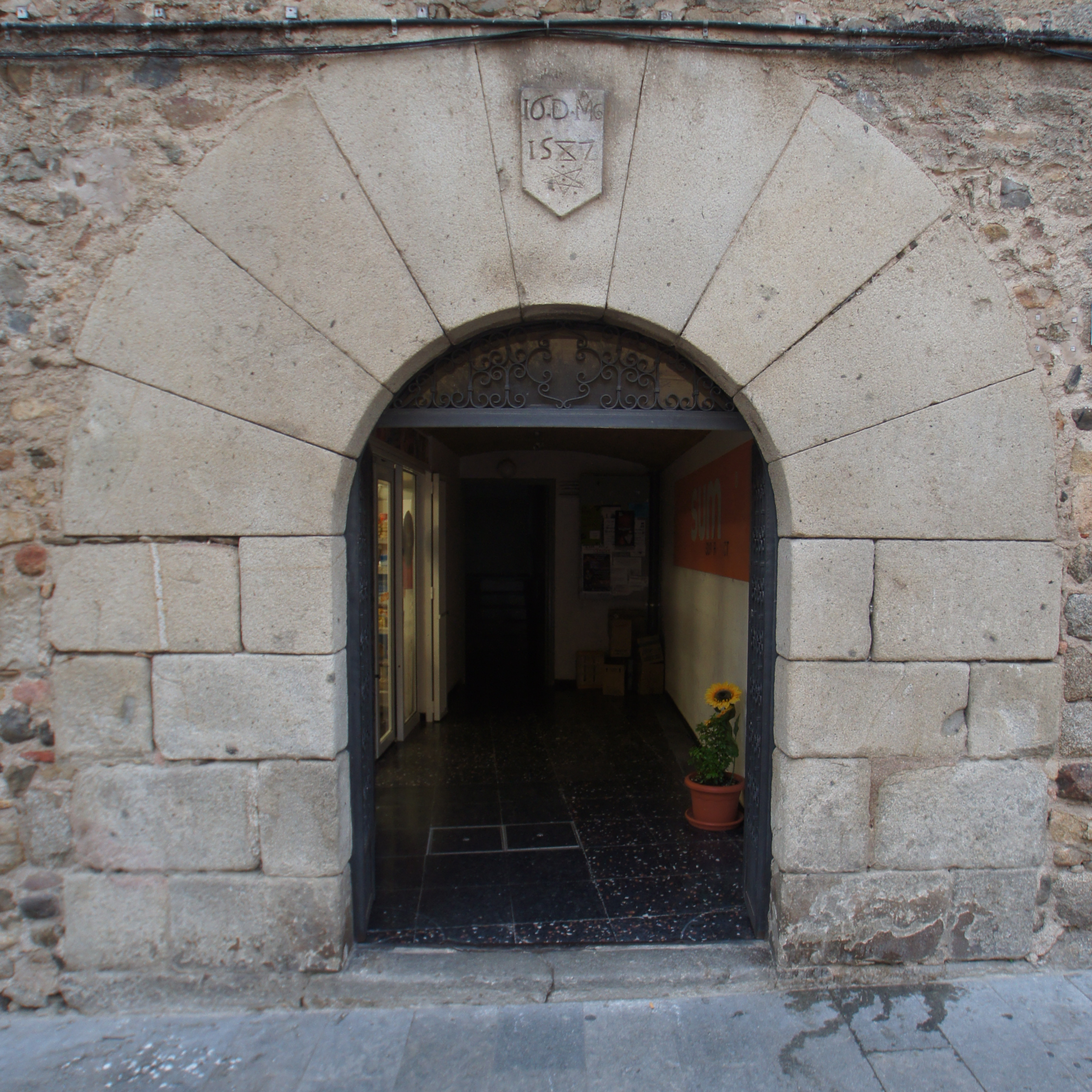
Detall de la porta monumental amb inscripcions

Es troba al final del carrer Àngel Guimerà a la Plaça Doma. Només es conserva la façana. La porta és adovellada i, a la clau, hi ha un escut amb la inscripció 16DMG1587 i a sota l'estrella de Salomó. A sobre hi ha tres finestres rectangulars equidistants d'estil renaixentista. Al tocar de la teulada de teules pintades amb motius de plomes d'ocells, hi ha espitlleres dissimulades i a sobre la porta un matacà de pedra perfectament conservat.

## Història
La denominació de Can Savalls té l'origen en el nom d'un clergue que hi visqué al segle xix. Sembla que la casa havia estat d'un noble jueu segons indica els signes de la dovela central de l'arc. Era de la família Salamó, conversos jueus, ben documentats a Calonge que tenien també casa a La Bisbal d'Empordà. La proximitat al carrer del Càlcul -probablement part del Call jueu calongí- reforçaria aquesta hipòtesi.
A l'interior tenia una escala de pedra orientada a la porta d'entrada que donava al pis superior on hi havia una llar de l'època. La planta baixa era totalment enllosada i tenia un pou. Actualment no en resta res de l'interior, ja que s'ha reformat i s'ha fet un supermercat.